# زانگرهاوزن
شهر زانگرهاوزن (به آلمانی: Sangerhausen) در ایالت زاکسن-آنهالت در کشور آلمان واقع شده‌است.